# Sologny
Sologny est une commune française située dans le département de Saône-et-Loire, en région Bourgogne-Franche-Comté.

## Géographie
Commune située dans le Val Lamartinien, entre La Roche-Vineuse et Cluny.

### Climat
Pour des articles plus généraux, voir Climat de la Bourgogne-Franche-Comté et Climat de Saône-et-Loire.
En 2010, le climat de la commune est de type climat océanique dégradé des plaines du Centre et du Nord, selon une étude du Centre national de la recherche scientifique s'appuyant sur une série de données couvrant la période 1971-2000. En 2020, Météo-France publie une typologie des climats de la France métropolitaine dans laquelle la commune est dans une zone de transition entre le climat semi-continental et le climat de montagne et est dans la région climatique Bourgogne, vallée de la Saône, caractérisée par un bon ensoleillement (1 900 h/an), un été chaud (18,5 °C), un air sec au printemps et en été et des vents faibles.
Pour la période 1971-2000, la température annuelle moyenne est de 10,7 °C, avec une amplitude thermique annuelle de 17,4 °C. Le cumul annuel moyen de précipitations est de 912 mm, avec 11,3 jours de précipitations en janvier et 7,6 jours en juillet. Pour la période 1991-2020, la température moyenne annuelle observée sur la station météorologique de Météo-France la plus proche, « Jalogny_sapc », sur la commune de Jalogny à 8 km à vol d'oiseau, est de 11,2 °C et le cumul annuel moyen de précipitations est de 873,4 mm. 
La température maximale relevée sur cette station est de 39,6 °C, atteinte le 12 août 2003 ; la température minimale est de −21,6 °C, atteinte le 17 janvier 1985,,.
Les paramètres climatiques de la commune ont été estimés pour le milieu du siècle (2041-2070) selon différents scénarios d'émission de gaz à effet de serre à partir des nouvelles projections climatiques de référence DRIAS-2020. Ils sont consultables sur un site dédié publié par Météo-France en novembre 2022.

## Urbanisme

### Typologie
Au 1er janvier 2024, Sologny est catégorisée commune rurale à habitat dispersé, selon la nouvelle grille communale de densité à sept niveaux définie par l'Insee en 2022.
Elle est située hors unité urbaine. Par ailleurs la commune fait partie de l'aire d'attraction de Mâcon, dont elle est une commune de la couronne,. Cette aire, qui regroupe 105 communes, est catégorisée dans les aires de 50 000 à moins de 200 000 habitants,.

### Occupation des sols
L'occupation des sols de la commune, telle qu'elle ressort de la base de données européenne d’occupation biophysique des sols Corine Land Cover (CLC), est marquée par l'importance des territoires agricoles (60,6 % en 2018), une proportion sensiblement équivalente à celle de 1990 (60,7 %). La répartition détaillée en 2018 est la suivante : 
zones agricoles hétérogènes (43,2 %), forêts (39,4 %), prairies (10,2 %), cultures permanentes (7,2 %). L'évolution de l’occupation des sols de la commune et de ses infrastructures peut être observée sur les différentes représentations cartographiques du territoire : la carte de Cassini (XVIIIe siècle), la carte d'état-major (1820-1866) et les cartes ou photos aériennes de l'IGN pour la période actuelle (1950 à aujourd'hui).

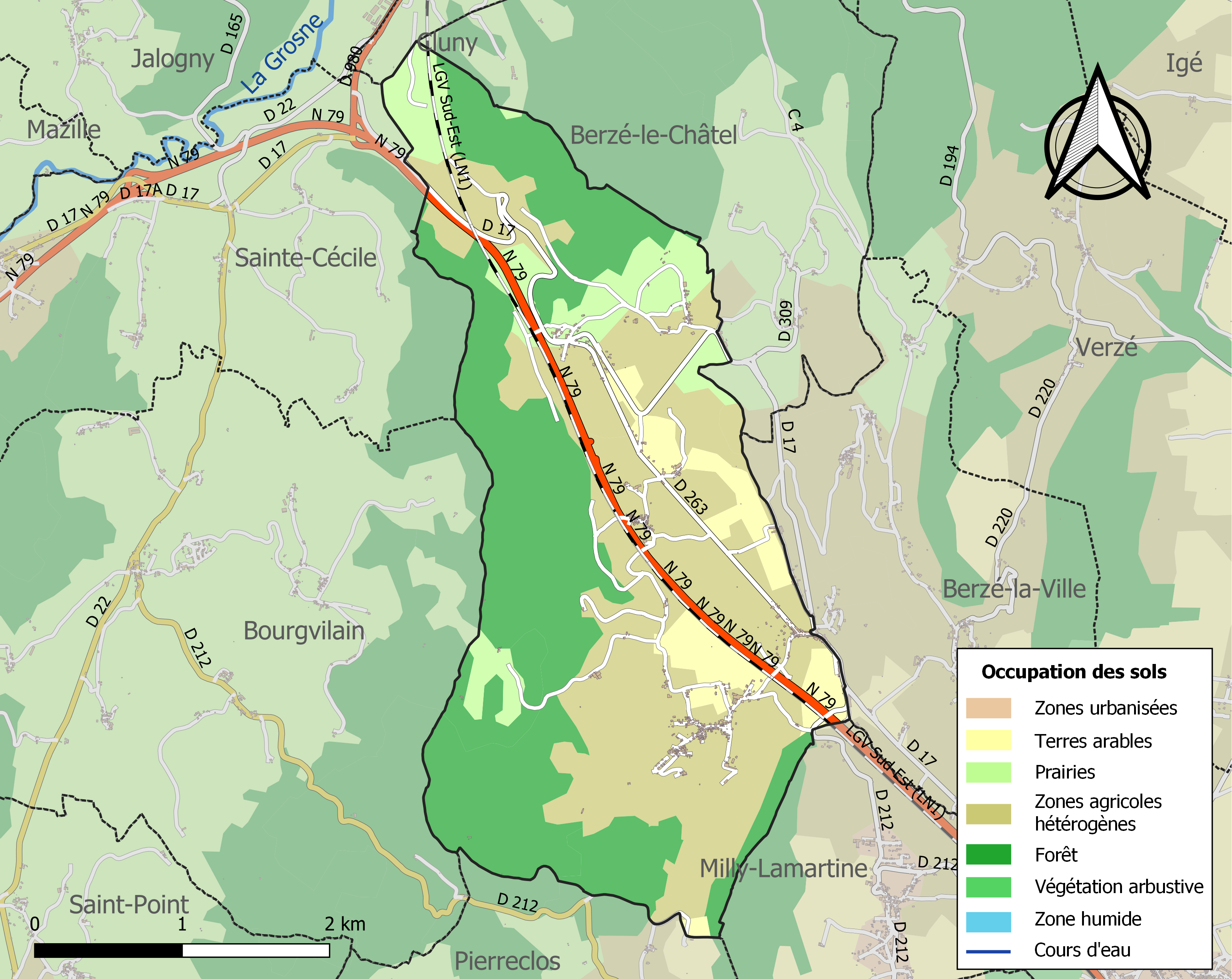
Carte des infrastructures et de l'occupation des sols de la commune en 2018 (CLC).

## Histoire

### Préhistoire
La grotte des Furtins, à cheval sur Sologny et Berzé-la-Ville, a livré des matériaux de l'Aurignacien moyen et gallo-romains ainsi qu'une curieuse « fosse aux ours » avec des crânes d'ours adultes placés délibérément de façon à entourer des crânes d'oursons, et de nombreux os d'ours.

### Moyen-Âge
Mentionnée dans une charte du IXe[réf. nécessaire].

### Époque moderne
Sologny (montagne du Bois Basselas) disposa durant toute la première moitié du XIXe siècle de l'une des onze stations (ou postes télégraphiques aériens) du télégraphe Chappe implantées en Saône-et-Loire (le long de la ligne Paris-Toulon), installation mise en service en 1807 et qui cessa de fonctionner en 1853, remplacée par la télégraphie électrique.

## Politique et administration
| Période                                  | Période  | Identité          | Étiquette | Qualité |
| ---------------------------------------- | -------- | ----------------- | --------- | ------- |
| mars 1989                                | en cours | Michelle Jugnet   | UMP       |         |
| 1877                                     | 1888     | Jean-Marie Préaud |           |         |
| 1871                                     | 1874     | Jean-Marie Préaud |           |         |
|                                          |          | Jean Guillet      |           |         |
|                                          |          | André Guillen     |           |         |
|                                          |          | Cahuet            |           |         |
|                                          |          | Maurice Delaye    |           |         |
| Les données manquantes sont à compléter. |          |                   |           |         |

## Population et société

### Démographie

Les vignobles du Mâconnais.

L'évolution du nombre d'habitants est connue à travers les recensements de la population effectués dans la commune depuis 1793. Pour les communes de moins de 10 000 habitants, une enquête de recensement portant sur toute la population est réalisée tous les cinq ans, les populations de référence des années intermédiaires étant quant à elles estimées par interpolation ou extrapolation. Pour la commune, le premier recensement exhaustif entrant dans le cadre du nouveau dispositif a été réalisé en 2004.

En 2022, la commune comptait 576 habitants, en évolution de −3,84 % par rapport à 2016 (Saône-et-Loire : −1,06 %, France hors Mayotte : +2,11 %).
| 1793 | 1800 | 1806 | 1821 | 1831 | 1836 | 1841 | 1846 | 1851 |
| ---- | ---- | ---- | ---- | ---- | ---- | ---- | ---- | ---- |
| 773  | 807  | 832  | 838  | 868  | 875  | 863  | 824  | 867  |

| 1856 | 1861 | 1866 | 1872 | 1876 | 1881 | 1886 | 1891 | 1896 |
| ---- | ---- | ---- | ---- | ---- | ---- | ---- | ---- | ---- |
| 818  | 814  | 833  | 805  | 821  | 855  | 842  | 813  | 788  |

| 1901 | 1906 | 1911 | 1921 | 1926 | 1931 | 1936 | 1946 | 1954 |
| ---- | ---- | ---- | ---- | ---- | ---- | ---- | ---- | ---- |
| 762  | 732  | 676  | 543  | 486  | 435  | 459  | 452  | 427  |

| 1962 | 1968 | 1975 | 1982 | 1990 | 1999 | 2004 | 2006 | 2009 |
| ---- | ---- | ---- | ---- | ---- | ---- | ---- | ---- | ---- |
| 361  | 386  | 350  | 352  | 394  | 458  | 448  | 447  | 547  |

| 2014 | 2019 | 2022 | - | - | - | - | - | - |
| ---- | ---- | ---- | - | - | - | - | - | - |
| 579  | 576  | 576  | - | - | - | - | - | - |

### Ressources et productions
- Exploitation forestière.
- Vignes, pâturages.
- Bovins, ovins.
- Cave coopérative.

### Cultes
Sologny appartient à l'une des sept paroisses composant le doyenné de Mâcon (doyenné relevant du diocèse d'Autun) : la paroisse Saint-Vincent en Val-Lamartinien, paroisse qui a son siège à La Roche-Vineuse et qui regroupe quinze villages du Mâconnais.

## Culture locale et patrimoine

### Lieux et monuments
- L'église romane Saint-Vincent, du XIe siècle (IMH), dont l'une des particularités est de disposer d'un clocher (avec beffroi surplombé d'un étage de guet) placé sur le côté[21] et de peintures murales restaurées[22]. La spécificité de cette église déséquilibrée du fait de l’implantation du clocher sur le côté sud, accolé à la chapelle, n’est pas sans rappeler une réminiscence carolingienne. Le clocher de plan rectangulaire est ajouré de baies géminées sur les quatre faces. Au XIXe siècle a été probablement rajouté le dernier niveau percé de jours. La porte occidentale est surmontée d’un arc en plein cintre et dominée par un oculus (la date de 1851 correspond très certainement à une réfection de l'église). Trois modillons (blocs de pierre placés sous la corniche du toit de la nef) sont ornés de têtes. À la porte sud une pierre tombale sert de seuil et sur le linteau est gravée une croix.
- Le pittoresque village ancien.
- Le château de Byonne.
- Le château de Charnay ou des Bois, maison bourgeoise entourée de vigne.
- Lavoirs et puits anciens.
- Calvaires.
- Collines boisées. Passage de la voie verte, grotte, chauve-souris.
- Col du Bois-Clair : panorama sur la vallée de la Saône, le Jura et les Alpes du nord (mont Blanc).
- Tunnel du Bois-Clair, situé sous le col homonyme, c'est un ancien tunnel ferroviaire utilisé par la voie verte.
- Sources (parmi lesquelles la source Saint-Jacques, dont l'eau, au XIXe siècle, « était réputée très bonne », qualité qui la faisait rechercher par les passants comme par les travailleurs de la terre[23]).

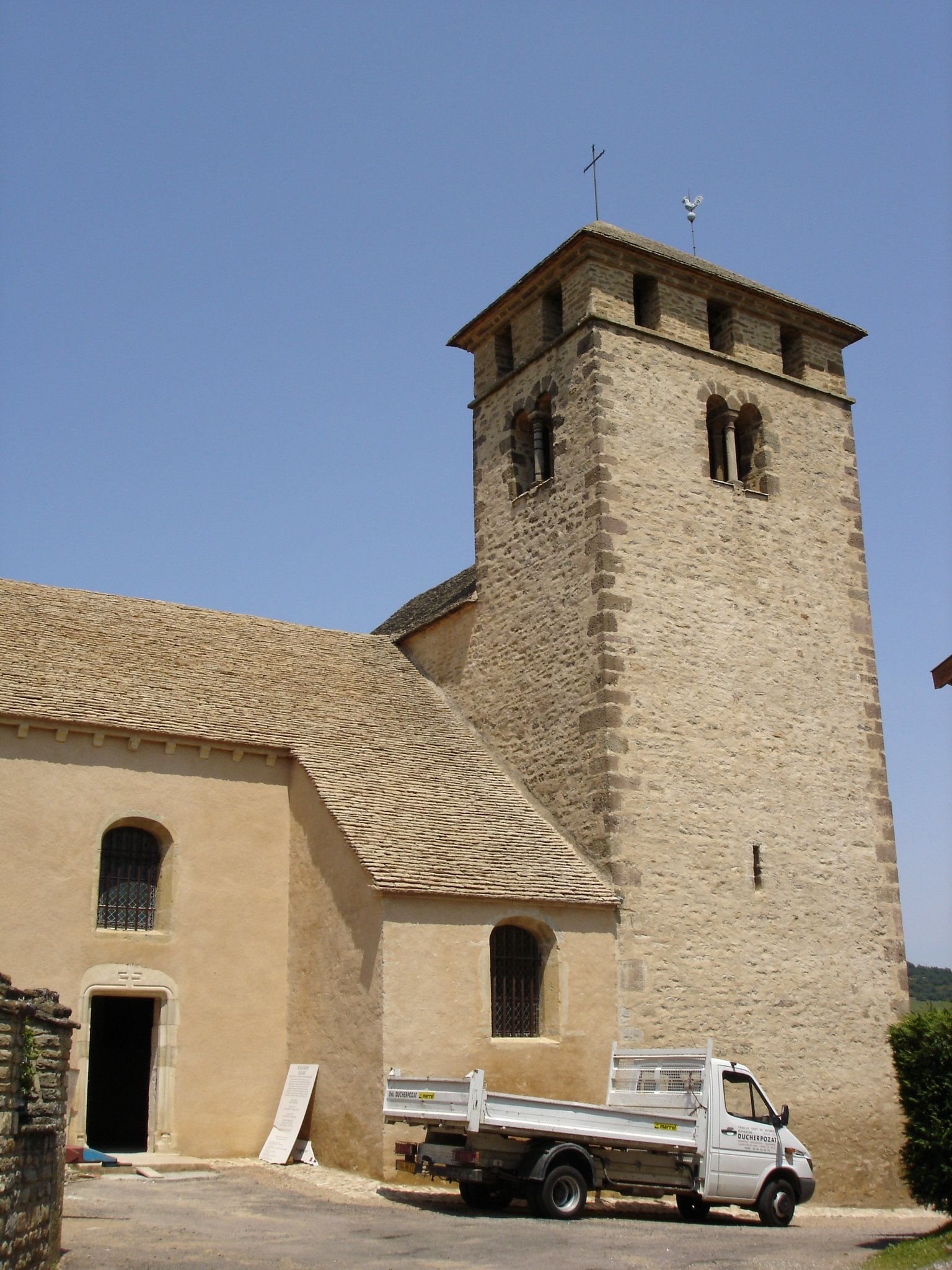
Le clocher latéral de l'église de Sologny.
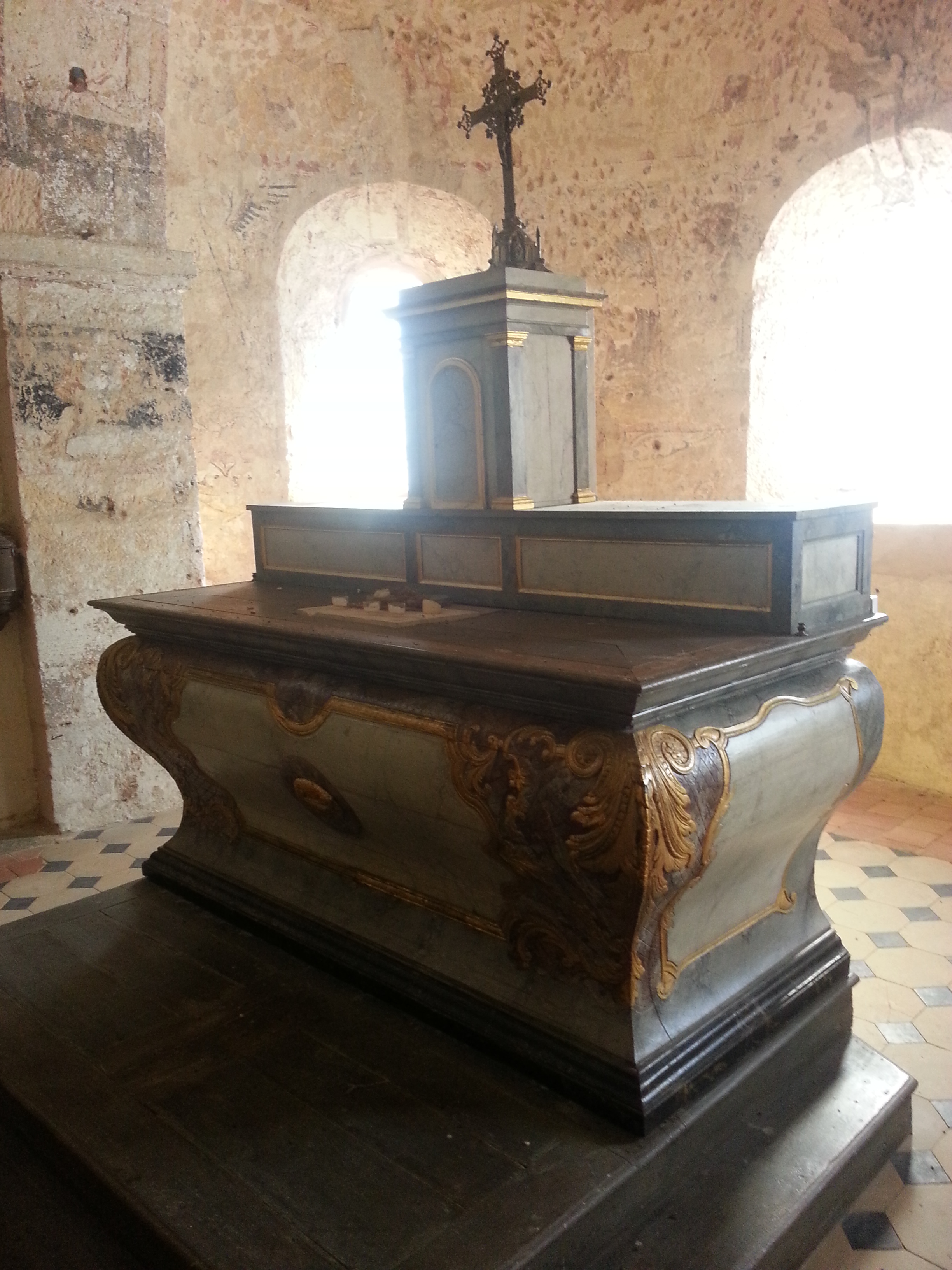
Autel de l'église.
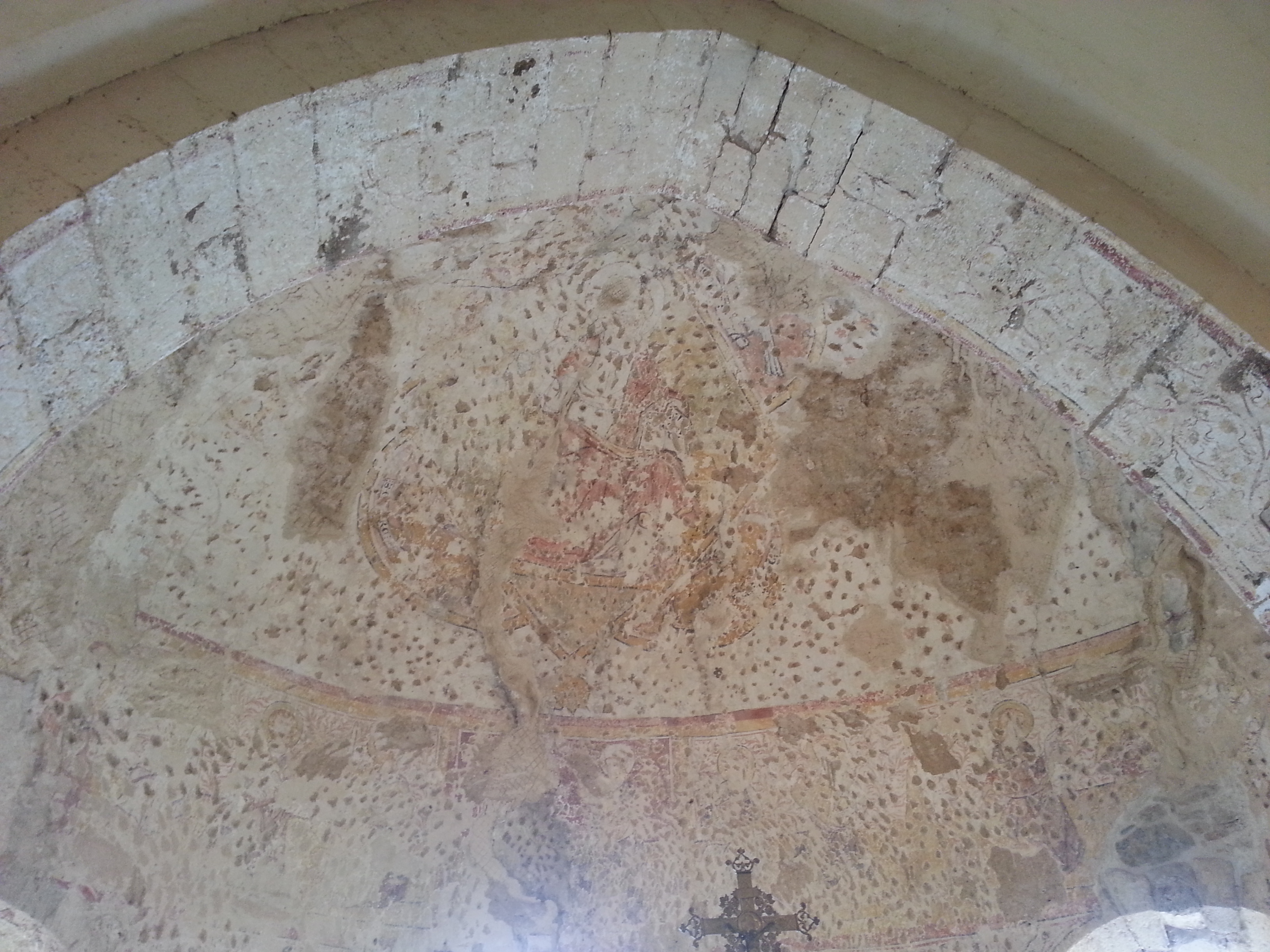
Peintures murales de l'église.
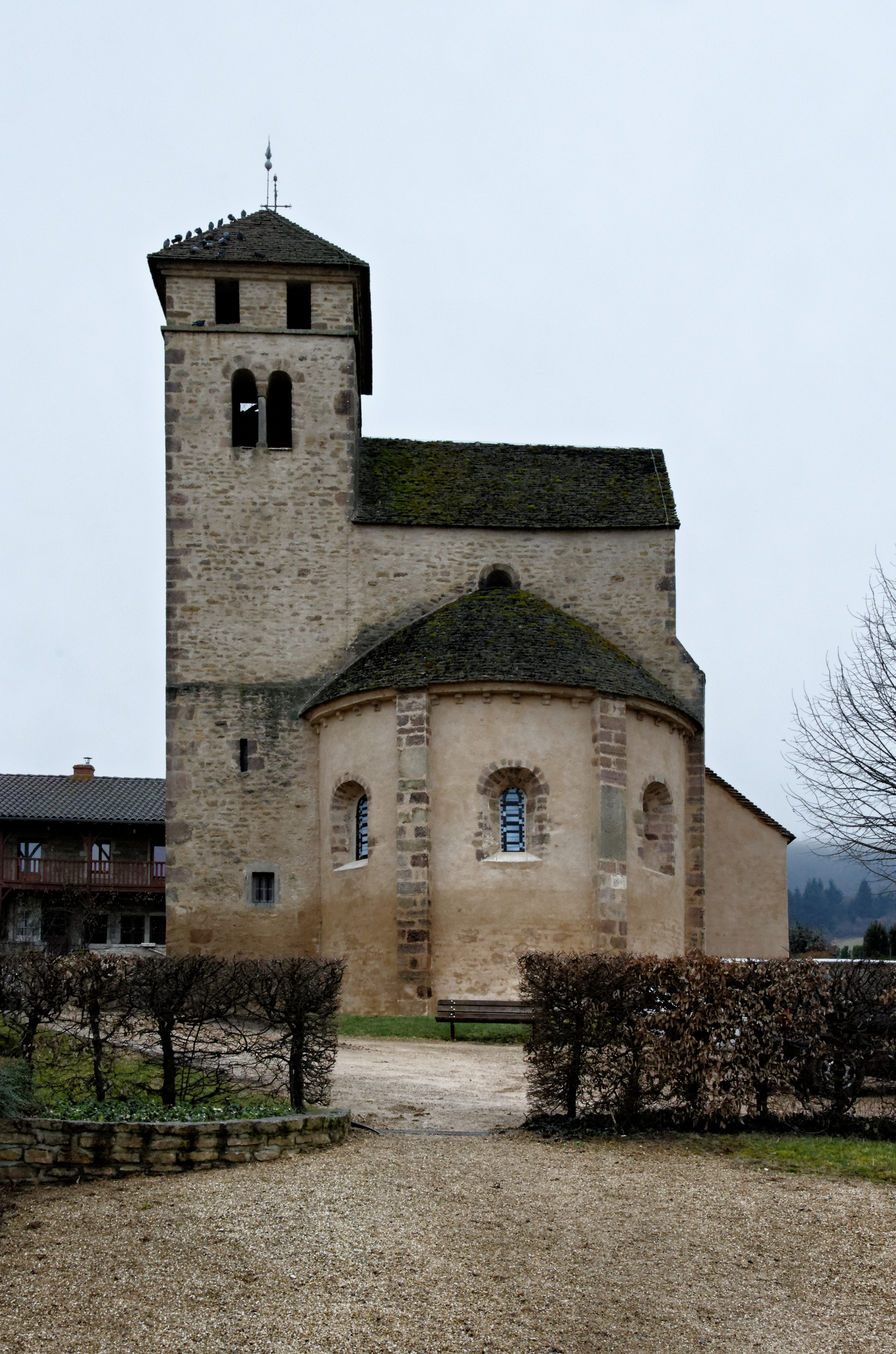
Clocher et abside de l'église.
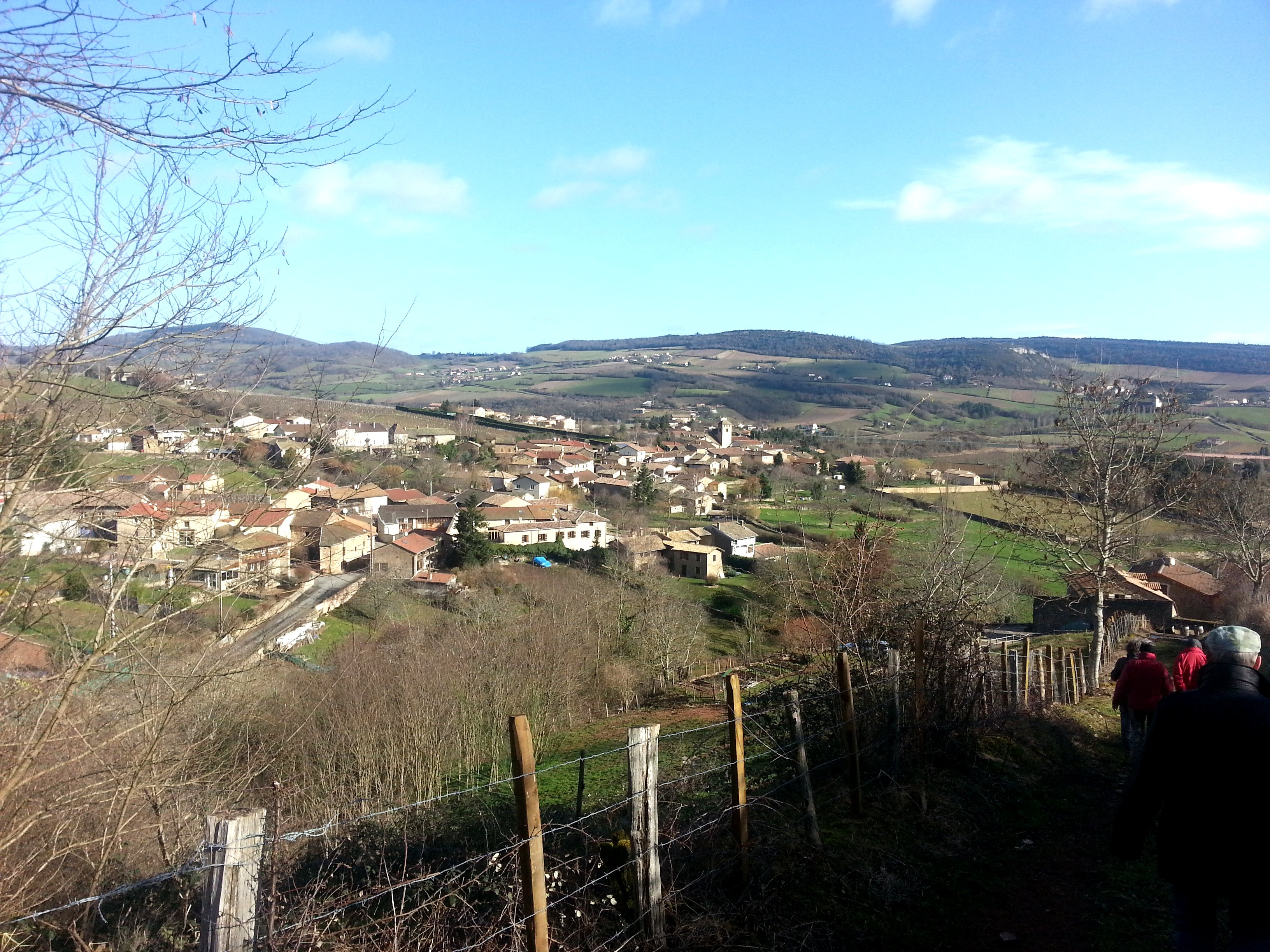
Sologny vue du sud.

### Héraldique
| Blason de Sologny | Blason  | Tranché : au 1er d'azur au soleil d'or, au 2e d'or à l'église du lieu d'argent, ajourée de sable et essorée de gueules ; à la bande d'argent chargée de trois grappes de raisin, d'or en chef et en pointe, de gueules en cœur, toutes trois feuillées d'une pièce de sinople. |
| Blason de Sologny | Détails | Adopté par la municipalité. |

## Pour approfondir